# Joseph Decaisne
Joseph Decaisne (Brüsszel, 1809. március 18. – Párizs, 1882. február 8.) belga származású francia botanikus, agronómus, kertészmérnök. Botanikai szakmunkákban nevének rövidítése: „Decne.”.

## Élete
Apja az abbeville-i születésű Victor Decaisne volt, édesanyja Marie Maës Anvers-ből származott. Gyermekként bátyja, Henri Decaisne hatására festőnek készült, tájképrajzolásban gyakorolta magát, és Pierre-rel 1823/24-ben kromolitográfiákat (színes kőnyomatokat) készített. Később inkább másik testvére, Pierre Decaisne (1809-1884) pályaválasztását követve már 14 évesen Párizsba utazott, hogy orvossá képeztesse magát.
Érdeklődése hamarosan a botanika felé fordult. 1830-ban kinevezték a Természettudományi Múzeum (Musée d’Histoire Naturelle) Növénytani gyűjteménye (Jardin des plantes) kertészévé, a "veteményágyások" vezetője lett. 1832-ben lett az ismert botanikus–természettudós Adrien-Henri de Jussieu asszisztense. Ott kezdte tanulmányozni a különféle utazók által begyűjtött növényeket, köztük Venceslas Victor Jacquemont (1801-1832) gyűjteményét, aki Ázsiában halt meg. Az 1834-ben alapított Annales des sciences naturelles Botanikai szekciójának egyik szerkesztője, cikkírója lett. Ekkoriban kezdte publikálni egyre érdekesebb növénytani munkáit, amelyek hatására 1847-ben a Francia Természettudományi Akadémia tagjává választották — 1865-ben az Akadémia elnöke is volt. 
Ugyancsak 1847-ben a Collège de France mezőgazdasági statisztikai tanszékének vezetőjévé is kinevezték.
1845-ben a francia Becsületrend lovagi, 1862-ben tiszti fokozatát kapta meg.
1848-ban az alkalmazott növénytan rendes tanára lett. 1850-ben átvette Charles-François Brisseau de Mirbel helyét a Múzeum kertészeti intézete, 1851-ben pedig a Párizsi Füvészkert (Jardin des Plantes) élén is. 1854-ben részt vett a Francia Botanikai Társaság (Société botanique de France) alapításában, amelynek ő lett a második elnöke.
1877-ben az Angol Királyi Társaság külső tagjává választották.

## Munkássága
Már Jussieu asszisztenseként elkezdte a különböző expedíciók (Venus, Astrolabe La Zelee), illetve utazók (pl. Victor Jacquemont) által Ázsiában gyűjtött növények rendszeres feldolgozását. Közel hetven növénynemzetséget írt le — a többségüket egyedül, némelyeket szerzőtársakkal.
Intenzíven foglalkozott alkalmazott kutatásokkal, így:
- a festő buzér (Rubia tinctorum),
- a jamsz és
- a hócsalán (Boehmeria nivea)

termesztésének kérdéseivel. Külön érdekelte az algák élettana.
1858 és 1875 között szerkesztette meg kilenc kötetes nagy művét, A múzeum gyümölcsöskertje (Le Jardin fruitier du Muséum) címmel, mely előkelő helyet biztosított számára a pomológusok nemzetközi körében is.
Cikkeket írt a La Maison rustique-nek, a le Dictionnaire universel des sciences naturelles, a Revue horticole számára, és szerkesztette a Bon jardinier évkönyvét. Kisebb tanulmányai: Sur la Famille des lardizabalées (1839); Description des plantes recueillies par M. Botta dans l’Arabie Heureuse en 1843 (Természettudományi Múzeum Levéltára); Essais sur une classification des algues et des polypiers calcifères (1843).
Recherches sur l’analys et éla composition chimique de la batterave à sucre, et sur l’organisation anatomique de cette racine (Eugène Péligot-val), (1839)

## Könyvei
- Herbarii timoriensis descriptio (Párizs, 1835)
- Plantes de l’Arabie (Párizs, 1841)
- Histoire de la maladie des pommes de terre en 1845 (Párizs, 1845)
- Flore élèmentaire des jardins et des champs (Párizs, 1855) — Emmanuel Le Maout-val(wd) közösen, 2 kötet (második kiadása 1865-ben)
- Le jardin fruitier du muséum ou iconographie de toutes les espèces et variétés d’arbres fruitiers cultivés dans cet établissement avec leur description, leur histoire, leur synonymie, etc. (A Múzeum gyümölcsöskertje) 9 kötet (Párizs, 1858-1875)
- Manual de l’amateur des jardins — Charles Victor Naudinnal(wd) közösen, 4 kötet (Párizs, 1862-1872)
- Traité général de botanique descriptive et analytique (Parizs, 1876) — Emmanuel Le Maout-val; angol kiadása 1873.[5]
- Mexicanas plantas (Mexikó növényzete), 1872-1886, szerzőtársakkal

## Emlékezete

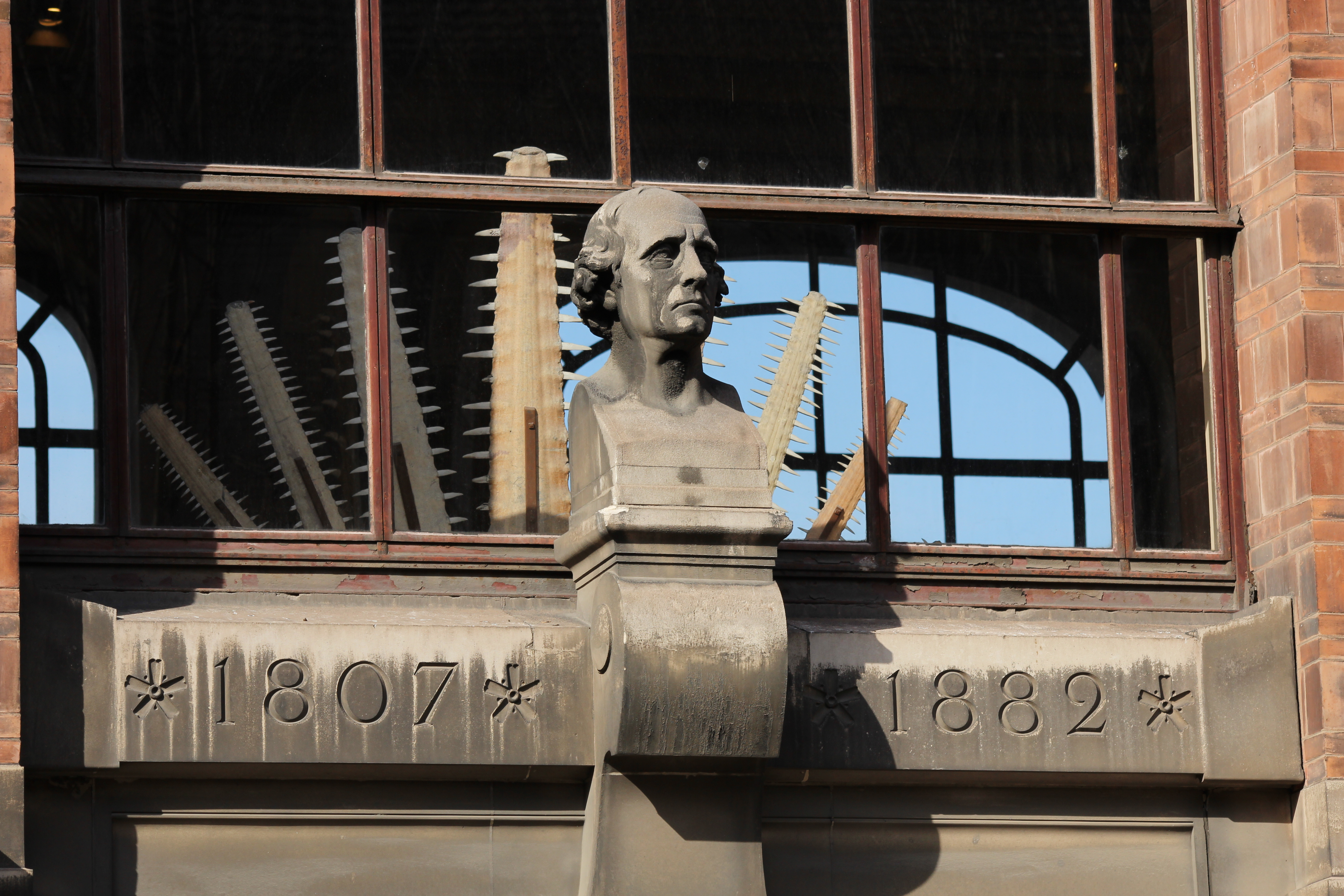
Mellszobra a Párizsi Füvészkertben

Számos taxont neveztek el róla, egyebek közt a babfaformák (Decaisneoideae) alcsaládját és a babfa (Decaisnea) nemzetséget és több fajt, pl:
- Eucalyptus decaisneana (Blume);
- Tabernoomontana decaisnei (A. DC. = Andrachne decaisnei Benth.)
- sivatagi tölgy (Casuarina decaisneana F.v.M. = Allocasuarina decaisneana(F.Muell.) L.A.S.Johnson);
- Asparagopsis decaisnei (Kunth = Asparagus racemosus, Willd.)
- Echium decaisnei (L., 1753)

Mellszobra a Párizsi Füvészkert Buffon utcai homlokzatát díszíti.